# Enon (scheikunde)

Algemene structuur van enonen

Een enon is een organische verbinding of functionele groep bestaande uit een geconjugeerd systeem van een keton en een of meer alkenen. Een enon is dus in feite een α,β-onverzadigd keton. 

## Voorbeelden, toepassingen en synthese
Het meest eenvoudige enon is butenon (ook bekend als methylvinylketon). Veel natuurlijke producten hebben een enonstructuur, bijvoorbeeld chalcon, jonon, curcumine en reductonen zoals ascorbinezuur. Ook chinonen en fenonen zijn enonen.
Enonen kunnen gesynthetiseerd worden via de Knoevenagel-condensatie en de Bénary-synthese. Indien als startmateriaal een propargylisch alcohol gebruikt wordt, kan men enonen bereiden via de Meyer-Schuster-omlegging.
Enonen kunnen fungeren als startmateriaal in de Nazarov-cyclisatie en in de Rauhut-Currier-reactie.

## Gelijkaardige verbindingen
- Een enal is een α,β-onverzadigd aldehyde.
- Een keteen is een verbinding waarbij de dubbele binding rechtstreeks aan de carbonylkoolstof hangt (R2C=C=O).
- Een enamine is een α,β-onverzadigd amine.